# Crues de l'Anglin
 (septembre 2024).
La mise en forme du texte ne suit pas les recommandations de Wikipédia : il faut le « wikifier ».
Les points d'amélioration suivants sont les cas les plus fréquents. Le détail des points à revoir est peut-être précisé sur la page de discussion.
- Les titres sont pré-formatés par le logiciel. Ils ne sont ni en capitales, ni en gras.
- Le texte ne doit pas être écrit en capitales (les noms de famille non plus), ni en gras, ni en italique, ni en « petit »…
- Le gras n'est utilisé que pour surligner le titre de l'article dans l'introduction, une seule fois.
- L'italique est rarement utilisé : mots en langue étrangère, titres d'œuvres, noms de bateaux, etc.
- Les citations ne sont pas en italique mais en corps de texte normal. Elles sont entourées par des guillemets français : « et ».
- Les listes à puces sont à éviter, des paragraphes rédigés étant largement préférés. Les tableaux sont à réserver à la présentation de données structurées (résultats, etc.).
- Les appels de note de bas de page (petits chiffres en exposant, introduits par l'outil «  Source ») sont à placer entre la fin de phrase et le point final[comme ça].
- Les liens internes (vers d'autres articles de Wikipédia) sont à choisir avec parcimonie. Créez des liens vers des articles approfondissant le sujet. Les termes génériques sans rapport avec le sujet sont à éviter, ainsi que les répétitions de liens vers un même terme.
- Les liens externes sont à placer uniquement dans une section « Liens externes », à la fin de l'article. Ces liens sont à choisir avec parcimonie suivant les règles définies. Si un lien sert de source à l'article, son insertion dans le texte est à faire par les notes de bas de page.
- La présentation des références doit suivre les conventions bibliographiques. Il est recommandé d'utiliser les modèles {{Ouvrage}}, {{Chapitre}}, {{Article}}, {{Lien web}} et/ou {{Bibliographie}}. Le mode d'édition visuel peut mettre en forme automatiquement les références.
- Insérer une infobox (cadre d'informations à droite) n'est pas obligatoire pour parachever la mise en page.

Pour une aide détaillée, merci de consulter Aide:Wikification.
Si vous pensez que ces points ont été résolus, vous pouvez retirer ce bandeau et améliorer la mise en forme d'un autre article.
L'Anglin est un cours d'eau français, qui coule dans les départements de la Creuse, de l'Indre et de la Vienne, en régions Centre-Val de Loire et Nouvelle-Aquitaine. Longue de 91,06 km, c'est une rivière très irrégulière qui présente notamment d'importantes fluctuations saisonnières de débit, avec des crues d'hiver-printemps assez importantes suivants les années.

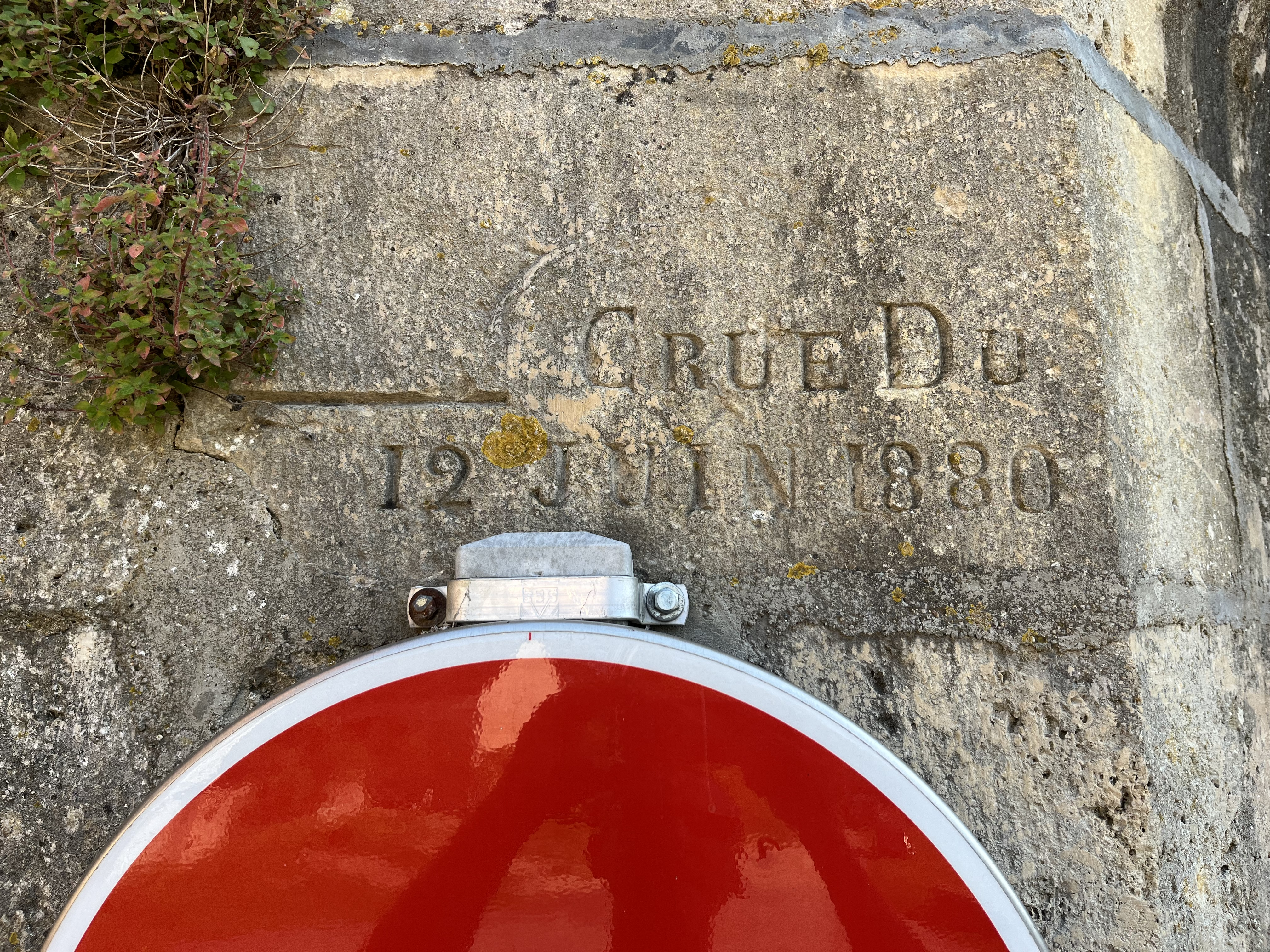
Le repère de crue du 12 juin 1880 à Angles-sur-l'Anglin (86).

## Historique

### Mars 2006
La crue du dimanche 4 et lundi 5 mars aura été assez importante comme à Prissac (4 juin à 19h00 : 3,147 m - 119 m3/s). L'été et l'automne 2005 n'aura pas connus beaucoup de précipitation jusqu’au début du mois de novembre. À partir de cette date, les perturbations vont se multipliées avant une accalmie de décembre 2005 à février 2006, puis les précipitations vont reprendre jusqu'à début mars. Les communes d'Angles-sur-l’Anglin, Bélâbre, Chalais, Concremiers, Ingrandes, Mauvières, Mérigny, Prissac et Saint-Hilaire-sur-Benaize ont été touchées par les inondations.

### Mars 2007
La crue du vendredi 2 mars aura été importante comme à Angles-sur-l'Anglin (19h00 : 5,380 m - 243 m3/s). Fin février et début mars 2007, les conditions météorologiques se caractérisent par la succession de perturbations dans un flux d’ouest rapide. Le premier front se déplace jeudi 1er mars de la
façade atlantique jusqu’à l’est et au nord-est de la France. Les précipitations faiblissent nettement samedi 3 mars. Une nouvelle perturbation de
plus faible intensité traverse le pays dimanche 4 mars et lundi 5 mars. Les communes d'Angles-sur-l’Anglin, Bélâbre, Chalais, Concremiers, Ingrandes, Mauvières, Mérigny, Prissac et Saint-Hilaire-sur-Benaize ont été touchées par les inondations,.

### Mai et juin 2016
La crue du mardi 31 mai et mercredi 1er juin aura été importante comme à Mérigny (1er juin à 14h00 : 5,322 m - 413 m3/s). L'été et l'automne 2015 n'aura pas connus beaucoup de précipitation jusqu’au début du mois de décembre. À partir de cette date, des précipitations vont s'enchainer entrainant une crue « faible » en février 2016 avant celle du 31 mai. Les communes d'Angles-sur-l’Anglin, Bélâbre, Chalais, Concremiers, Ingrandes, Mauvières, Mérigny, Prissac et Saint-Hilaire-sur-Benaize ont été touchées par les inondations. Plusieurs vaches de deux exploitations de Concremiers et Mauvières ont été emportées par la crue. Certaines se sont réfugiées sur des hauteurs, d'autres sur de petites îles. D'autres ont été emportées par le courant et ont été aperçues depuis plusieurs ponts jusqu'à Ingrandes.

### Juillet 2021
La crue du mercredi 14 et jeudi 15 juillet 2021 aura été importante comme à Angles-sur-l'Anglin (15 juillet à 1h20 : 4,160 m - 325 m3/s). Du 12 au 14 juillet, en lien avec une goutte froide, plusieurs passages pluvieux ont circulé. Le lundi 12 juillet, une première salve pluvieuse a circulé du Sud-Ouest vers le Nord-Est de la région Centre-Val de Loire. Entre les 13 et 14 juillet, par retour d'est, des pluies soutenues ont glissé du Nord vers le Sud de la région Centre-Val de Loire avec un axe pluvieux bien dessiné de l'Orléanais au Berry. Il a été relevé par exemple 83,5 mm à Chaillac, dont 76,9 mm, le 13 juillet. Les communes d'Angles-sur-l’Anglin, Bélâbre, Chalais, Concremiers et Mauvières ont été touchées par les inondations.

### 2024
La crue du samedi 30 mars 2024 est la plus importante enregistré depuis la mise en service des trois stations de mesures, comme à Mérigny (16 h 35 : 6,833 m - 608 m3/s). L'année 2023 n'aura pas connus beaucoup de précipitation jusqu’à la fin octobre (23 octobre). À partir de cette date, les précipitations vont s'enchainer et se cumuler. Le cours d'eau subira sept crues de faible à modéré avant celle du 30 mars. Les communes d'Angles-sur-l’Anglin, Bélâbre, Chalais, Concremiers , Ingrandes, Mauvières, Mérigny,, Prissac et Saint-Hilaire-sur-Benaize ont été touchées par les inondations. L'impact et les conséquences varie d'une commune à l'autre. Le pont de l’Anglin à Angles-sur-l’Anglin à du être fermé dans un premier temps à 20h (samedi) pour risque de submersion puis le pont a été fragilisé avec des pierres qui ont été endommagées au niveau du bec, après l’accumulation d’embâcles sur le cours d’eau. Il n'a rouvert que le mardi 2 avril 2024 en fin de matinée. Les cabanes des stations de mesures de Mérigny et Angles-sur-l’Anglin ont été inondées ce qui a eu pour conséquences l'absence de relevées pendant quelques heures.

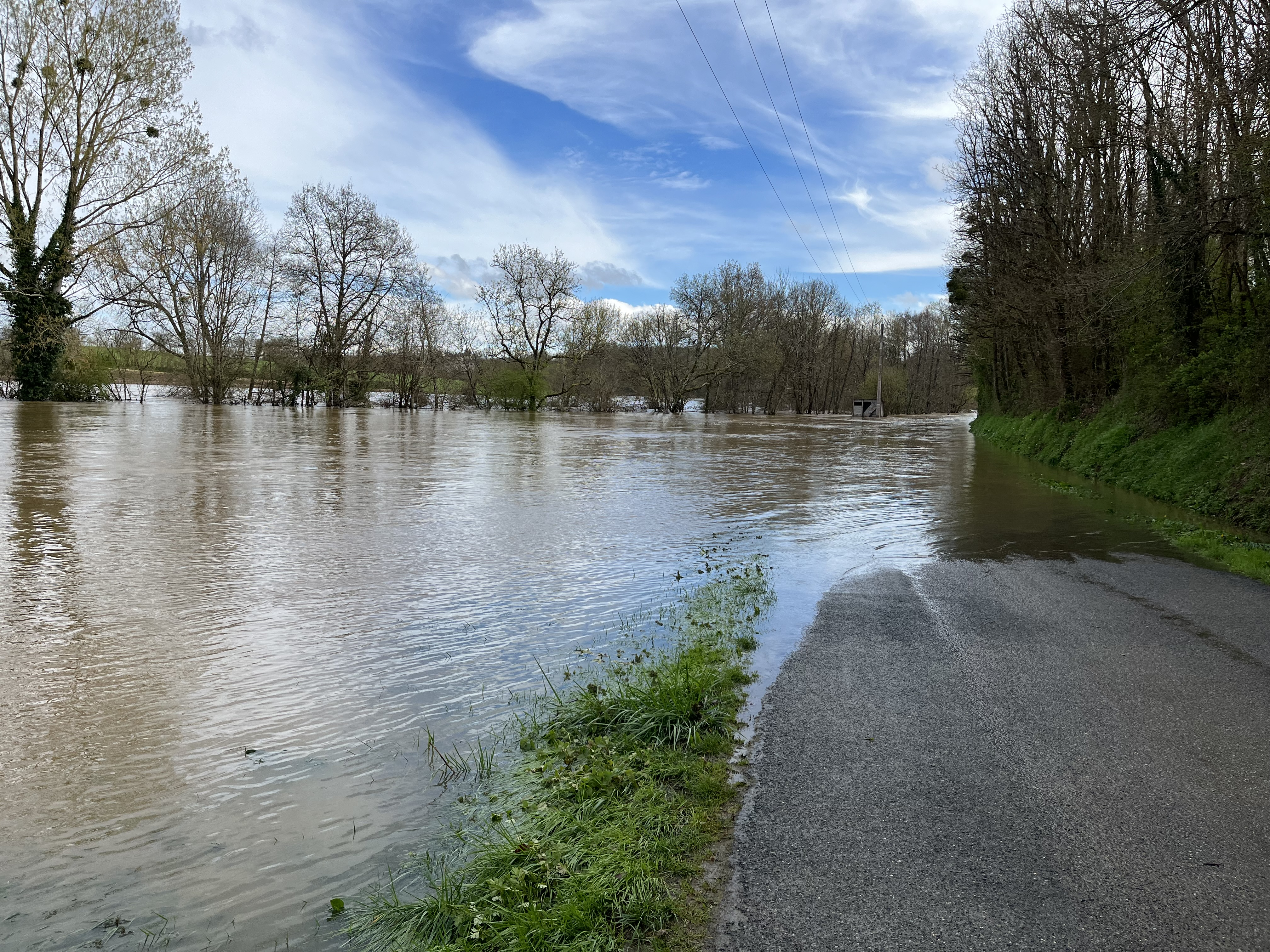
Bélâbre
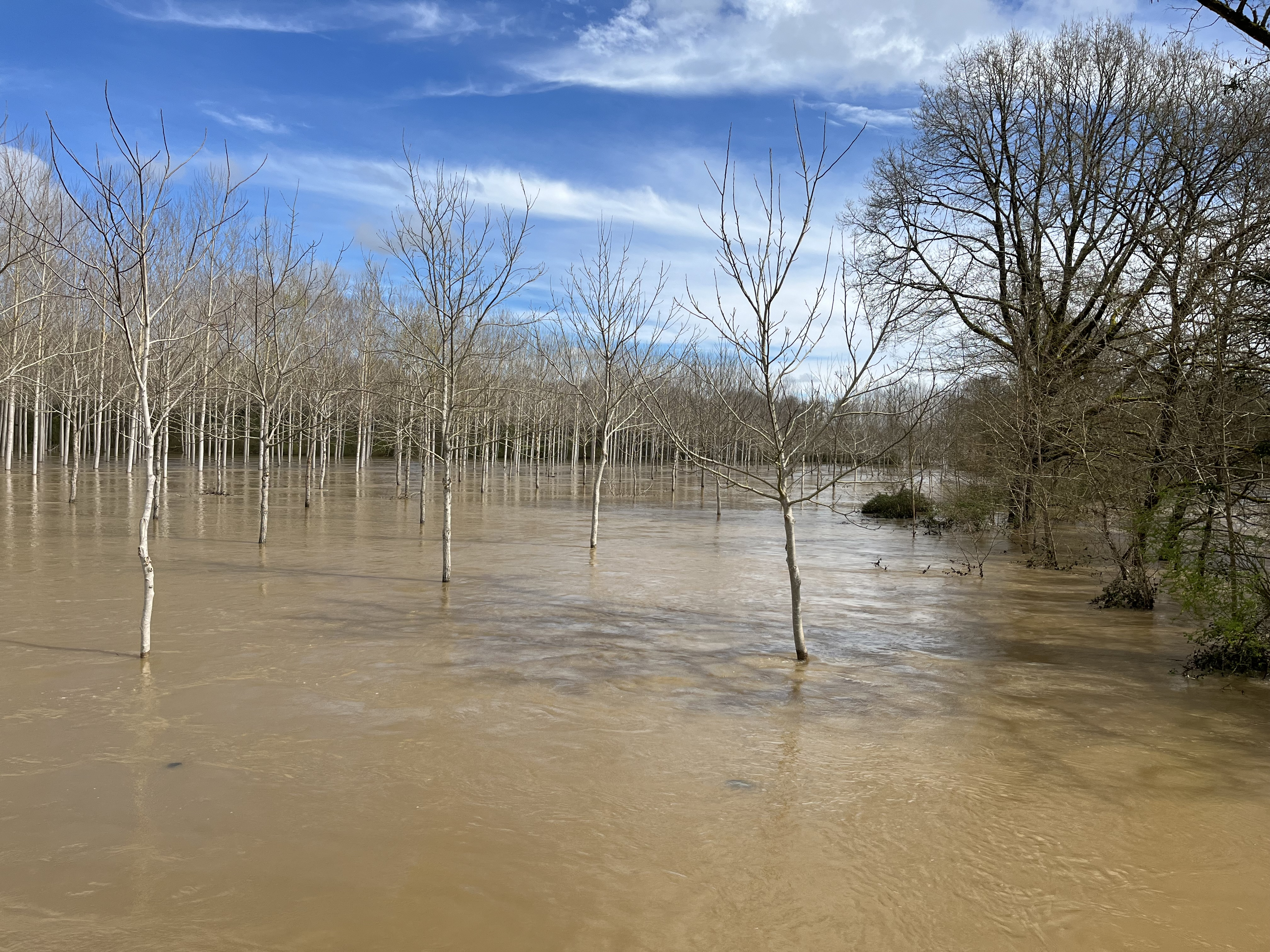
Chalais
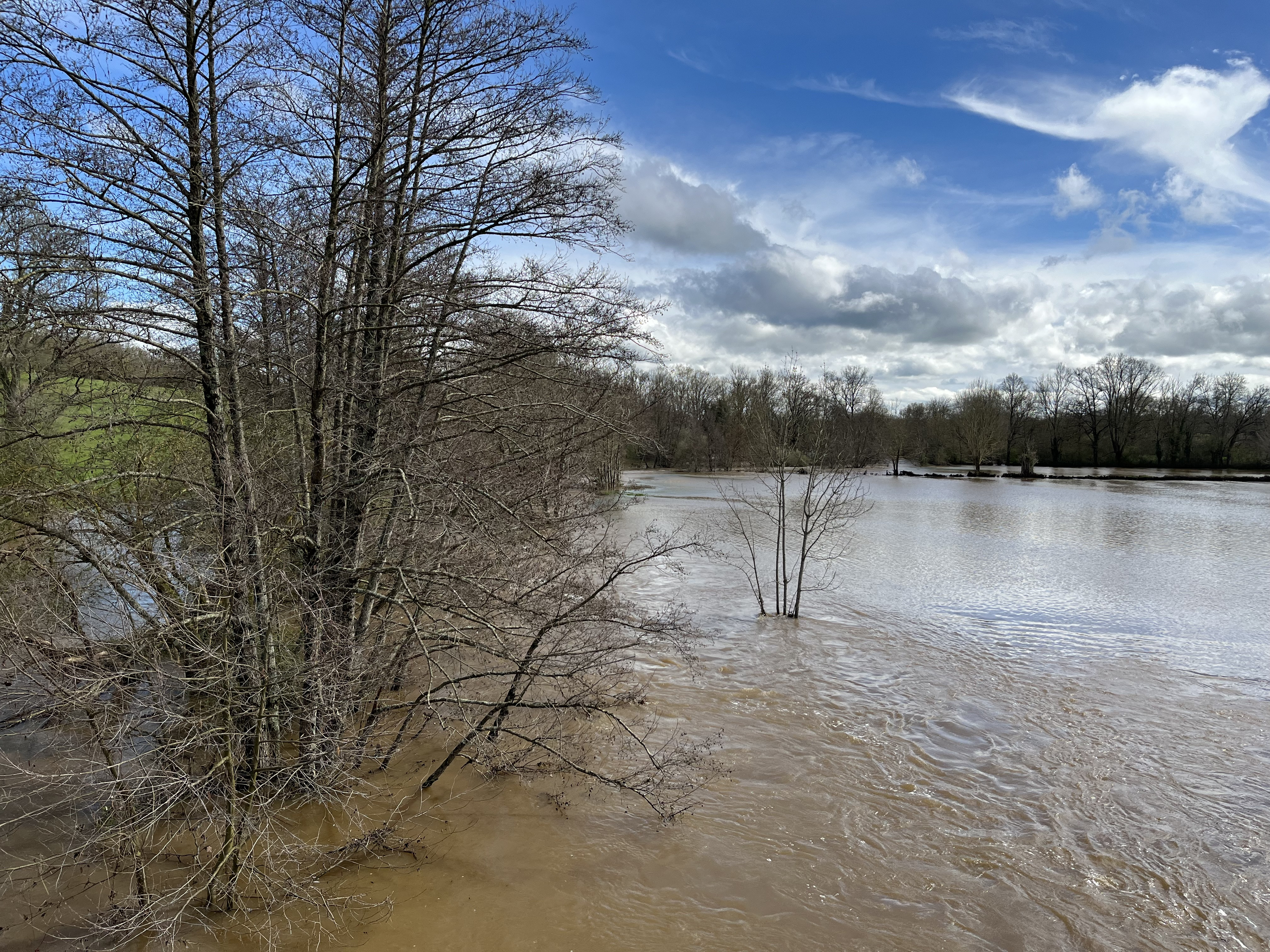
Dunet
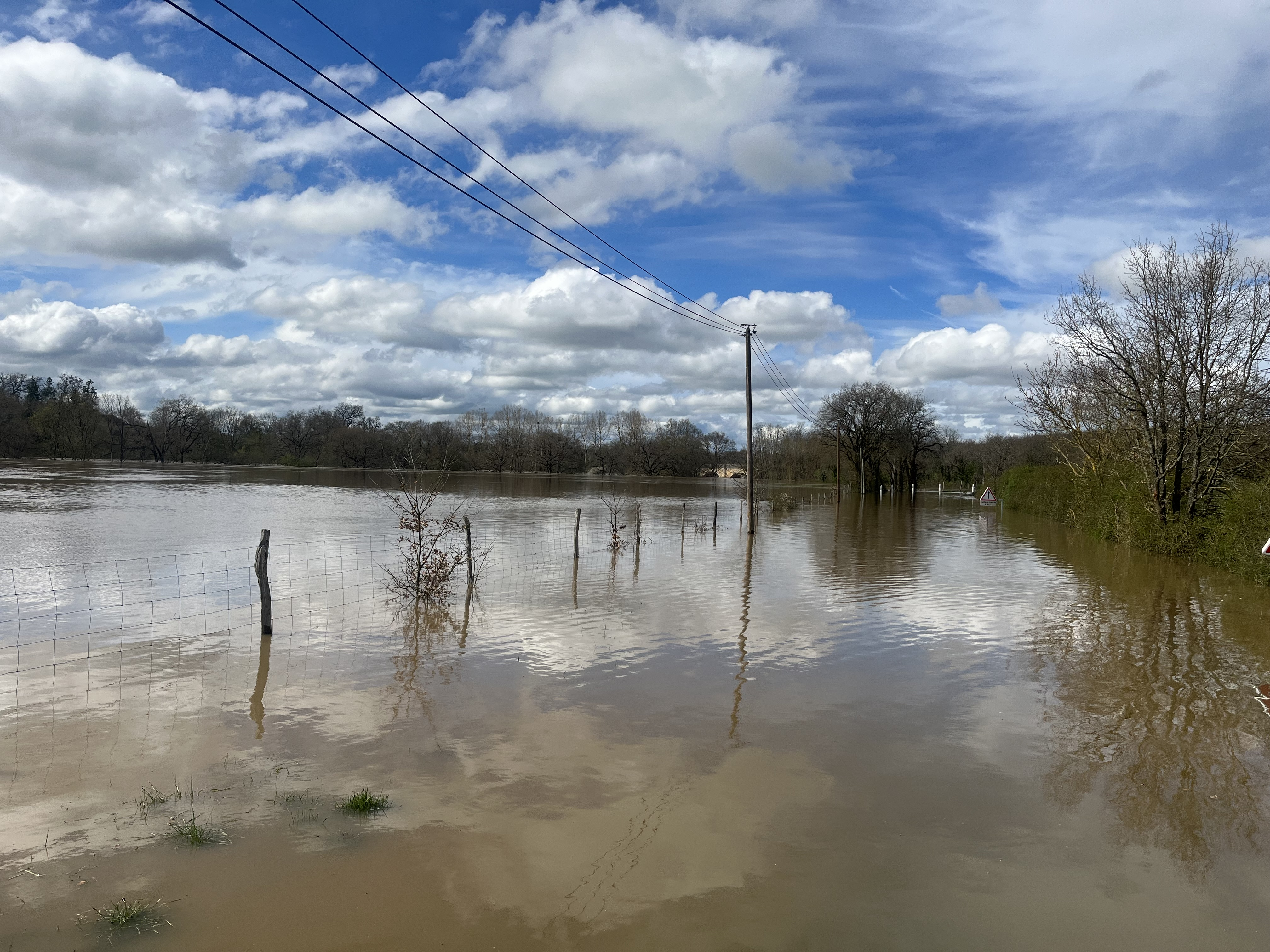
Ingrandes
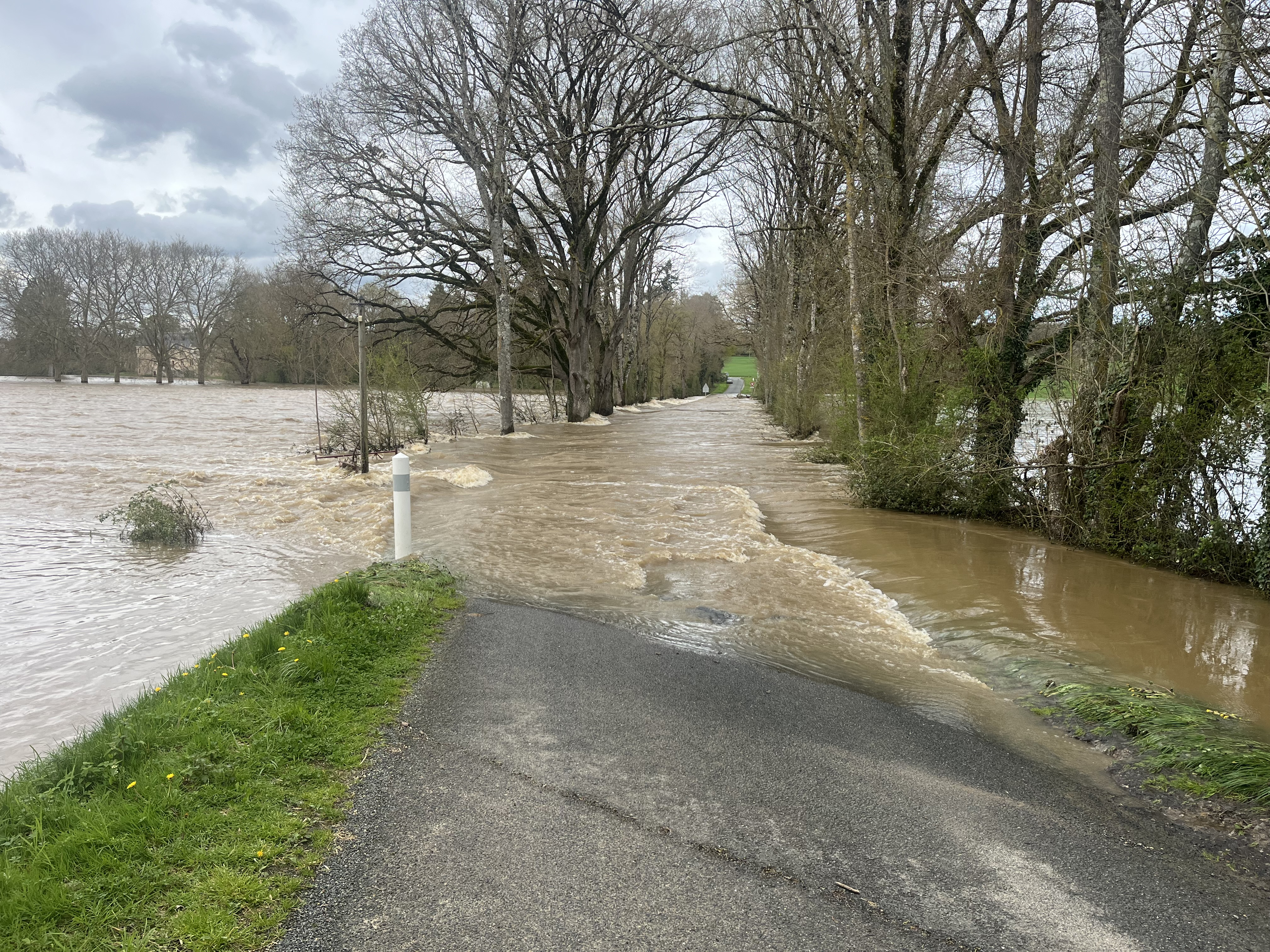
Mauvières
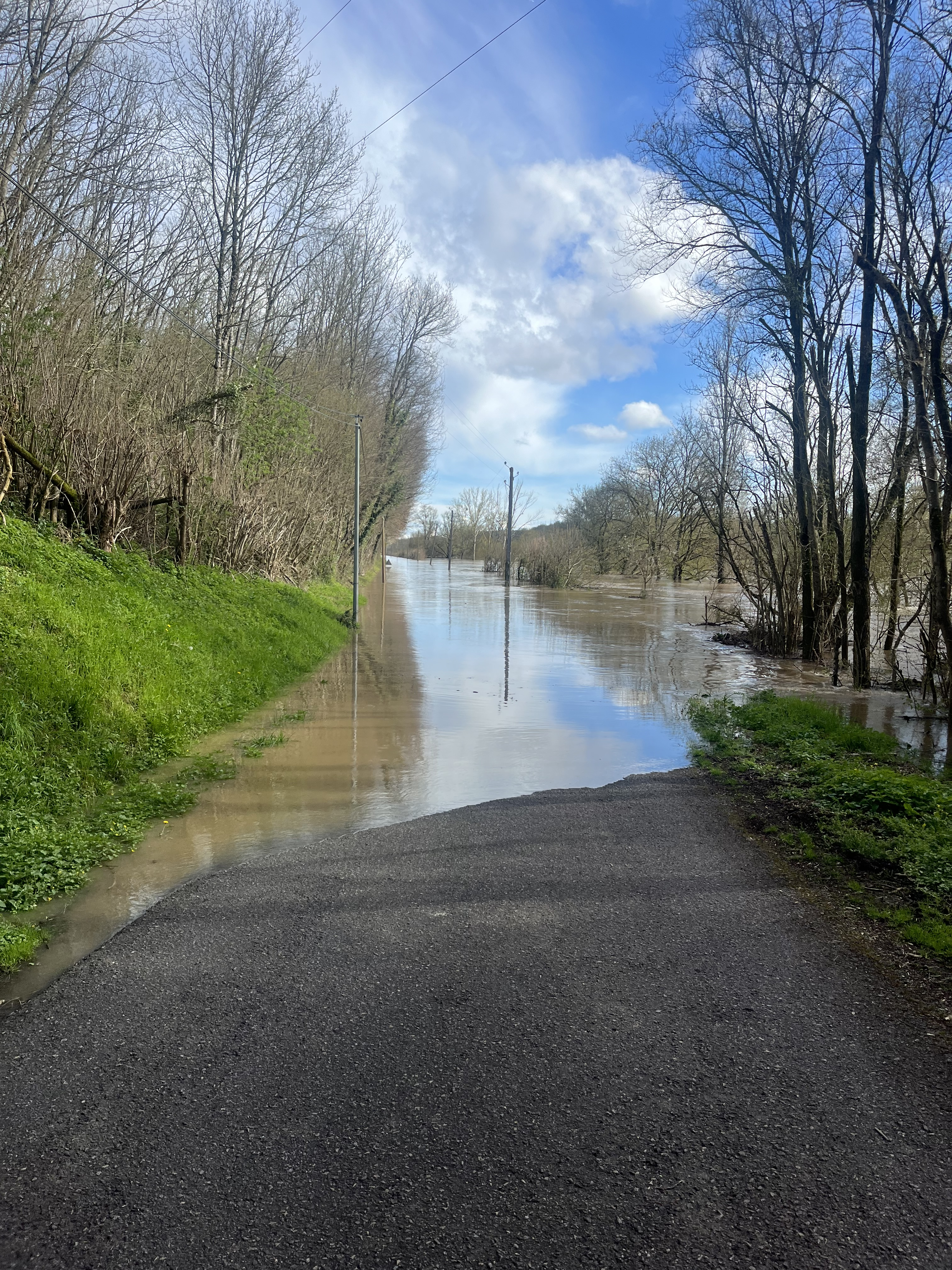
Mérigny
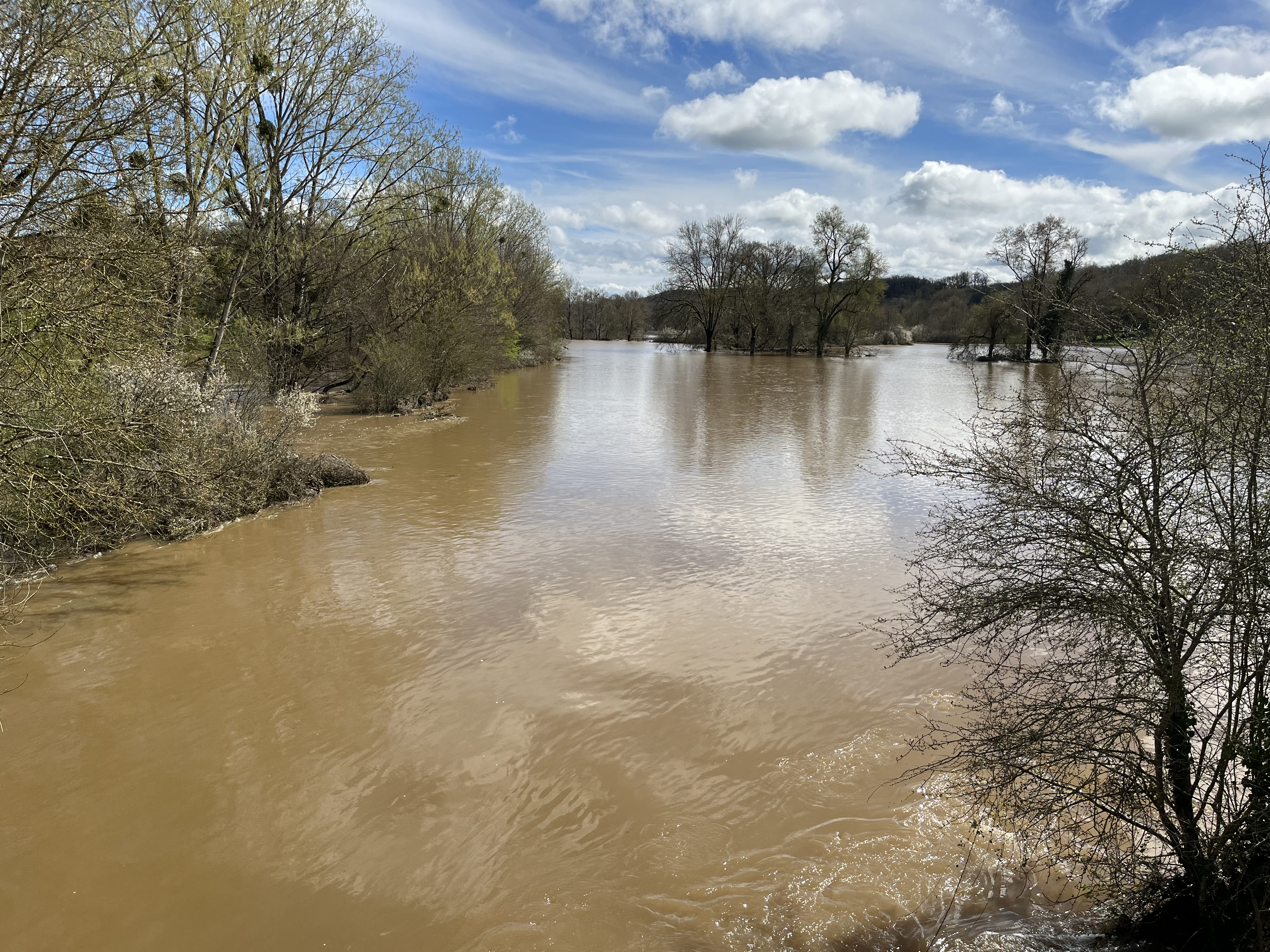
Prissac

## Relevé hydrologique maximal
Trois stations de mesures se trouvent sur le parcours du cours d'eau. Elle sont situées à Prissac (Vigicrues) et Mérigny (Vigicrues), dans l'Indre ainsi que Angles-sur-l'Anglin, dans la Vienne.

### Station de Prissac
Les tableaux ci-dessous indiques les hauteurs et débits des dix plus grosses crues mesurées :
| Date             | Heure   | Hauteurs (m) |
| ---------------- | ------- | ------------ |
| 30 mars 2024     | 5 h 40  | 3,521        |
| 4 mars 2006      | 19 h 00 | 3,147        |
| 14 juillet 2021  | 4 h 20  | 3,146        |
| 31 mai 2016      | 22 h 30 | 3,121        |
| 2 mars 2007      | 6 h 00  | 3,110        |
| 1er juin 2016    | 0 h 00  | 3,092        |
| 18 octobre 2024  | 1 h 10  | 3,085        |
| 17 décembre 1982 | 17 h 18 | 3,009        |
| 13 mai 1981      | 1 h 39  | 2,971        |
| 1er mai 2001     | 5 h 36  | 2,964        |

| Date             | Heure   | Débits (m3/s) |
| ---------------- | ------- | ------------- |
| 30 mars 2024     | 5 h 40  | 180           |
| 4 mars 2006      | 19 h 00 | 119           |
| 2 mars 2007      | 6 h 00  | 114           |
| 31 mai 2016      | 22 h 30 | 113           |
| 14 juillet 2021  | 4 h 20  | 100           |
| 18 octobre 2024  | 1 h 10  | 99,3          |
| 1er juin 2016    | 0 h 00  | 93,7          |
| 17 décembre 1982 | 17 h 18 | 86,4          |
| 3 octobre 2006   | 19 h 30 | 86,2          |
| 21 avril 2008    | 11 h 00 | 86,2          |

### Station de Mérigny
Les tableaux ci-dessous indiques les hauteurs et débits des dix plus grosses crues mesurées :
| Date             | Heure   | Hauteurs (m) |
| ---------------- | ------- | ------------ |
| 30 mars 2024     | 16 h 35 | 6,833        |
| 5 mars 2006      | 8 h 50  | 5,461        |
| 1er juin 2016    | 14 h 00 | 5,322        |
| 2 mars 2007      | 16 h 00 | 5,258        |
| 14 juillet 2021  | 21 h 50 | 4,834        |
| 1er mai 2001     | 19 h 40 | 4,558        |
| 25 janvier 1978  | 0 h 00  | 4,550        |
| 31 mars 1978     | 0 h 00  | 4,320        |
| 19 octobre 2024  | 2 h 30  | 4,318        |
| 1er janvier 1994 | 18 h 06 | 4,260        |

| Date              | Heure   | Débits (m3/s) |
| ----------------- | ------- | ------------- |
| 1er mai 1981      | 0 h 00  | 611           |
| 30 mars 2024      | 16 h 35 | 608           |
| 1er janvier 1980  | 0 h 00  | 570           |
| 5 mars 2006       | 8 h 50  | 477           |
| 2 mars 2007       | 16 h 00 | 452           |
| 1er décembre 1976 | 0 h 00  | 448           |
| 1er janvier 1981  | 0 h 00  | 431           |
| 1er juin 2016     | 14 h 00 | 413           |
| 1er mai 1971      | 0 h 00  | 368           |
| 1er mai 2001      | 19 h 40 | 364           |

### Station d'Angles-sur-l'Anglin
Les tableaux ci-dessous indiques les hauteurs et débits des dix plus grosses crues mesurées :
| Date             | Heure   | Hauteurs (m) | Lieux |
| ---------------- | ------- | ------------ | ----- |
| 5 mars 2006      | 11 h 00 | 5,502        | R     |
| 2 mars 2007      | 19 h 00 | 5,380        | R     |
| 30 mars 2024     | 15 h 00 | 5,302        | PA    |
| 1er juin 2016    | 16 h 40 | 4,644        | PA    |
| 15 juillet 2021  | 1 h 20  | 4,160        | PA    |
| 17 décembre 2011 | 12 h 50 | 4,148        | R     |
| 22 avril 2008    | 12 h 00 | 4,123        | R     |
| 3 février 2013   | 4 h 40  | 3,823        | R     |
| 28 décembre 2012 | 17 h 50 | 3,640        | R     |
| 19 octobre 2024  | 4 h 10  | 3,628        | PA    |

| Date             | Heure   | Débits (m3/s) | Lieux |
| ---------------- | ------- | ------------- | ----- |
| 30 mars 2024     | 15 h 00 | 441           | PA    |
| 1er juin 2016    | 16 h 40 | 380           | PA    |
| 15 juillet 2021  | 1 h 20  | 325           | PA    |
| 19 octobre 2024  | 3 h 45  | 267           | PA    |
| 2 mars 2007      | 19 h 00 | 243           | R     |
| 22 avril 2008    | 12 h 00 | 239           | R     |
| 17 décembre 2011 | 12 h 50 | 234           | R     |
| 3 février 2013   | 5 h 20  | 213           | PA    |
| 3 février 2013   | 4 h 40  | 210           | R     |
| 18 février 2018  | 12 h 30 | 209           | PA    |